# Thomas Ravelli
Thomas Ravelli (Växjö, 1959. augusztus 13. –) világ- és Európa-bajnoki bronzérmes  svéd labdarúgókapus. 143 mérkőzéssel vezeti a svéd válogatottsági rekordot. Ikertestvére Andreas Ravelli szintén válogatott labdarúgó.

## Pályafutása

### Klubcsapatban
1978 és 1988 között az Östers IF, 1989 és 1997 között az IFK Göteborg labdarúgója volt. 1998–99-ben az amerikai Tampa Bay Mutiny csapatában fejezte be az aktív ljátékot.

### A svéd válogatottban
1981 és 1997 között 143 alkalommal szerepelt a svéd válogatottban.

## Sikerei, díjai
Svédország
- Világbajnokság
  - bronzérmes: 1994, Egyesült Államok
- Európa-bajnokság
  - bronzérmes: 1992, Svédország

 Östers IF
- Svéd bajnokság (Allsvenskan)
  - bajnok (3): 1978, 1980, 1981

 IFK Göteborg
- Svéd bajnokság (Allsvenskan)
  - bajnok (6): 1990, 1991, 1993, 1994, 1995, 1996
- Svéd kupa (Svenska Cupen)
  - győztes: 1991